# Noé Hernández Valentín
Noé Hernández Valentín (15 de marzo de 1978 - 16 de enero de 2013) fue un marchista y medallista olímpico mexicano que ganó la medalla de plata en los Juegos Olímpicos de Sídney 2000.
En 1999 participó en los Campeonatos Centroamericanos y de Caribe, donde obtuvo la medalla de oro. En 2003 participó en el Campeonato Mundial de Atletismo de 2003 en París, Francia, obteniendo el cuarto lugar en la marcha de 20 km.
El 30 de diciembre de 2012 se vio envuelto en un tiroteo en un bar donde perdería el globo ocular izquierdo. Los médicos creyeron que podría perder la vista del ojo derecho. Falleció el 16 de enero de 2013 en el hospital general de Chimalhuacán a causa de un paro cardiorrespiratorio.